# George Walsh
Pour les articles homonymes, voir Walsh.

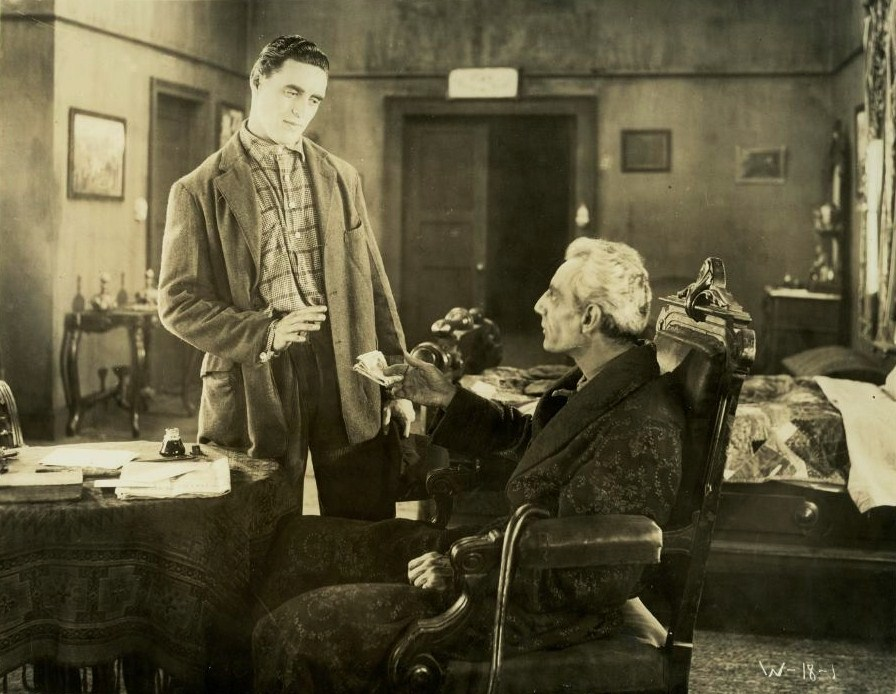
Avec Mario Majeroni (à d.),
dans From Now On (1920)

George Walsh est un acteur, réalisateur et scénariste américain, de son nom complet George Frederick Walsh, né le 16 mars 1889 à New York (État de New York), mort le 13 juin 1981 à Pomona (Californie).

## Biographie
George Walsh débute au cinéma avec un petit rôle non crédité dans Naissance d'une nation (1915) de D. W. Griffith, qu'il retrouve l'année suivante dans Intolérance. 
Il est le frère du réalisateur Raoul Walsh et tourne dans dix-sept de ses films (y compris des courts métrages), entre 1915 et 1936 — année où il se retire de l'écran —, dont Rosita (1923, avec Mary Pickford et Irene Rich), coréalisé par Ernst Lubitsch, et Me and My Gal (1932, avec Spencer Tracy et Joan Bennett).
En tout, il apparaît dans quatre-vingt-un films américains, majoritairement muets (le dernier sorti en 1928), ne contribuant qu'à quatorze films parlants, de 1932 à 1936 (à noter un petit rôle de messager dans Cléopâtre de Cecil B. DeMille en 1934, avec Claudette Colbert dans le rôle-titre).
En marge de son activité d'acteur, George Walsh est occasionnellement scénariste (La Bête à misère de Raoul Walsh, 1916, avec Theda Bara et James A. Marcus), réalisateur (The Seventh Person, 1919, où il est également acteur), et enfin assistant-réalisateur (La Piste des géants de Raoul Walsh, 1930, avec John Wayne et Marguerite Churchill).
Il décède le 13 juin 1981 en Californie. 

## Filmographie partielle

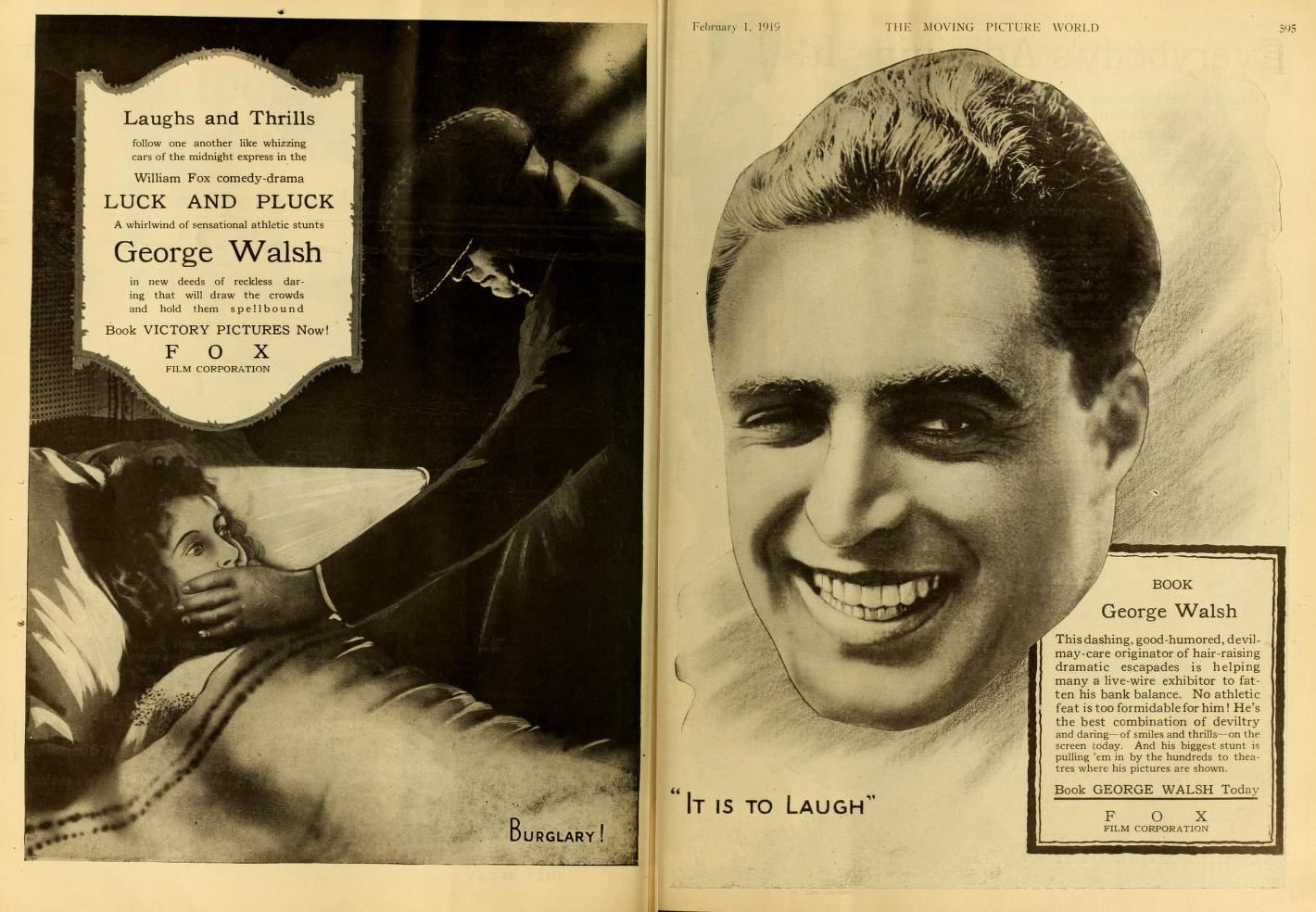
Luck and Pluck (1919)

(comme acteur, sauf mention contraire ou complémentaire)
- 1915 : Naissance d'une nation (The Birth of a Nation) de D. W. Griffith
- 1915 : The Fencing Master de Raoul Walsh (court métrage)
- 1915 : A Bad Man and Others de Raoul Walsh
- 1915 : The Son of the Dog de Frank Montgomery (court métrage)
- 1915 : The Way of a Mother de Jack Conway (court métrage)
- 1915 : Don Quixote d'Edward Dillon
- 1915 : The Celestial Code de Raoul Walsh
- 1915 : 11:30 P.M. de Raoul Walsh
- 1916 : La Bête à misère (The Serpent) de Raoul Walsh (+ scénariste)
- 1916 : Blue Blood and Red de Raoul Walsh
- 1916 : The Mediator d'Otis Turner
- 1916 : Intolérance (Intolerance : Love's Struggle Throughout the Ages) de D. W. Griffith
- 1917 : The Honor System de Raoul Walsh
- 1917 : Ça... c'est la vie ! (This Is the Life) de Raoul Walsh
- 1917 : The Pride of New York de Raoul Walsh
- 1917 : The Book Agent de Otis Turner
- 1918 : Jack Spurlock, Prodigal de Carl Harbaugh
- 1918 : On the Jump de Raoul Walsh
- 1919 : The Winning Stroke de Edward Dillon
- 1919 : The Seventh Person (+ réalisateur)
- 1919 : Détective malgré lui (Help! Help! Police!) de Edward Dillon
- 1920 : The Plunger de Dell Henderson
- 1920 : Number Seventeen de George Beranger
- 1920 : From Now On de Raoul Walsh
- 1921 : Dynamite Allen de Dell Henderson
- 1921 : Sérénade de Raoul Walsh
- 1923 : The Miracle Makers de W. S. Van Dyke
- 1923 : Reno, la ville du divorce (Reno) de Rupert Hughes
- 1923 : Rosita d'Ernst Lubitsch et Raoul Walsh
- 1923 : Slave of Desire de George D. Baker
- 1925 : Blue Blood de Scott R. Dunlap
- 1926 : The Test of Donald Norton de B. Reeves Eason
- 1926 : The Kick-Off de Wesley Ruggles

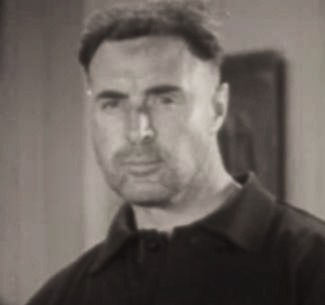
Dans The Live Wire (1935)

- 1926 : Striving for Fortune de Nat Ross
- 1927 : The Princess on Broadway de Dallas M. Fitzgerald
- 1930 : La Piste des géants (The Big Trail) de Raoul Walsh (assistant-réalisateur)
- 1932 : Me and My Gal de Raoul Walsh
- 1933 : Black Beauty de Phil Rosen
- 1933 : Les Faubourgs de New York (The Bowery) de Raoul Walsh
- 1933 : The Return of Casey Jones (en) de John P. McCarthy
- 1934 : Cléopâtre (Cleopatra) de Cecil B. DeMille
- 1935 : Rivaux (Under Pressure) de Raoul Walsh
- 1935 : The Live Wire d'Harry S. Webb
- 1936 : Annie du Klondike (Klondike Annie) de Raoul Walsh
- 1936 : Put on the Spot de Robert F. Hill

## Note et référence
1. ↑  D'après sa plaque tombale (fiche de Find a Grave).